# Johann Heinrich von Kerens

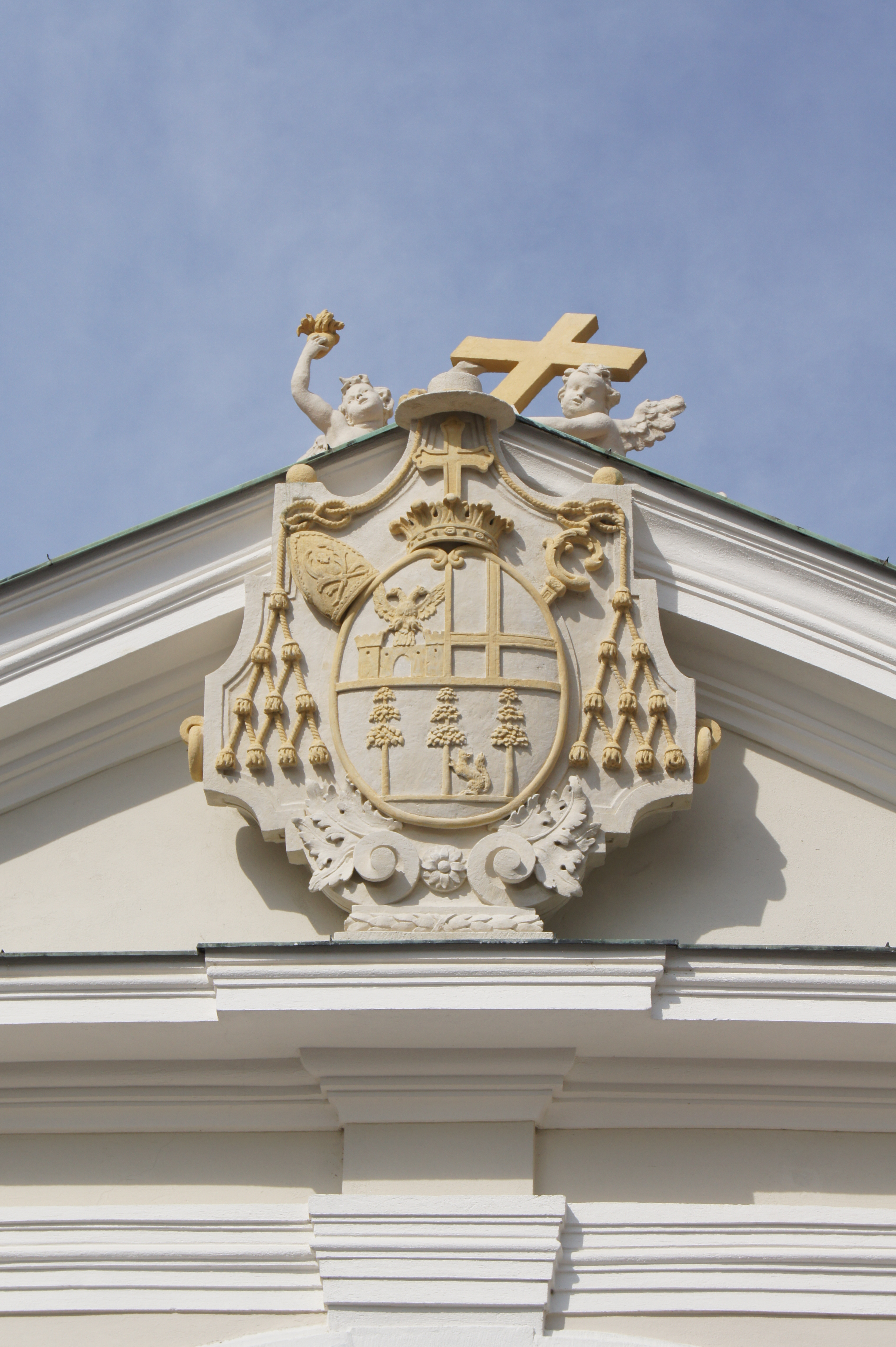
Wappen von Bischof Johann Heinrich von Kerens (Bischofstor, St. Pölten)

Johann Heinrich von Kerens SJ (auch: Henricus Johannes Kerens) (* 22. Mai 1725 in Maastricht; † 25. November 1792 in Wien) war römisch-katholischer Priester, Jesuit und Bischof von Roermond (Niederlanden), Wiener Neustadt und St. Pölten.

## Leben
Kerens trat 1740 in den Jesuitenorden ein und studierte in Mechelen und Brüssel, 1749 wurde Professor für Rhetorik. In Olmütz betrieb er das Studium der Theologie und empfing die Priesterweihe. 1754 wurde er Lehrer und später Leiter der Theresianischen Akademie in Wien.
Ab 1769 war er Bischof von Roermond, 1773 wurde er Administrator des Wiener Neustädter Bistums und erster Apostolischer Feldvikar der kaiserlichen Armee. 1775 wurde er zum Bischof von Wiener Neustadt ernannt.
Als Joseph II. dasselbe aufhob, ernannte Papst Pius VI. Kerens 1785 zum ersten Bischof der neu gegründeten Diözese St. Pölten. Dort gründete er die philosophisch-theologische Hauslehranstalt Alumnat St. Pölten, die im Oktober 1791 ihren Betrieb aufnahm.

## Anerkennungen
- Die barocke Kerens-Bibliothek bildet einen Teil der Ausstellungsräumlichkeiten des Museums am Dom in St. Pölten.